# ليالي أوجيني (مسلسل)
ليالي أوجيني هو مسلسل تلفزيوني مصري عرض خلال شهر رمضان عام 2018، مقتبس عن المسلسل الإسباني أكاسيا 38. المسلسل من إخراج هاني خليفة وبطولة كل من ظافر العابدين، أمينة خليل، إنجي المقدم، إنتصار، كارمن بصيبص، وأسماء أبو اليزيد.

## القصة
القصة مأخوذة من فورمات إسباني، حيث تدور أحداث المسلسل حول الحياة الاجتماعية لمجموعة من الناس في مدينة بورسعيد، حيث يربطهم فندق وتياترو أوجيني. يعيش في بورسعيد بطل القصة "فريد" (ظافر العابدين) مع زوجته اللبنانية "عايدة"، وابنتهم "نادية"، بعد زواج تقليدي خالي من الحب؛ لأنها كانت زوجة أخيه الذي توفي والطفلة تكون ابنة اخيه المتوفي. فجأة وجد نفسه قد أصبح زوجًا لزوجة أخيه المتوفي وأبًا لابنته. في البداية وجد صعوبة في التأقلم مع هذا الوضع المفروض عليه، وتعذر حدوث هذا مع قدوم "كاريمان" (أمينة خليل) من القاهرة، فالأخيرة فرت هاربة بعد مشاجرة بينها وبين زوجها أدت إلى مقتله على يديها بعدما حاولت الدفاع عن نفسها، فقد كان دائم الاعتداء البدني عليها، وقام قبل مقتله بإرسال طفلتها إلى باريس مع عمتها لحرمانها منها. اضطرت "كاريمان" للهروب إلى بورسعيد من القاهرة، ريثما تجمع النقود للسفر للخارج بحثًا عن ابنتها هناك التقت بـ "فريد"، وأهالي تياترو أوجيني، أخفت هويتها الحقيقية، فقامت بتغيير اسمها إلى "كريمة"، وبدأت العمل كخادمة في أحد المطاعم، ثم مريبة في منزل "فريد"، إلى أن توطدت العلاقة بينهما، وبزغت بذرة الحب في قلبيهما؛ لكن سرعان ما تعقدت الأمور بمحاولة زوجة "فريد" للإنجاب منه، وإصلاح علاقتهما الزوجية، وكذلك بظهور زوج كاريمان.

## طاقم العمل
| - ظافر العابدين: فريد - أمينة خليل: كاريمان / كريمة - إنجي المقدم: صوفيا - إنتصار: نعمات - كارمن بصيبص: عايدة | - أسماء أبو اليزيد: جليلة - ليلى عز العرب - مراد مكرم: عزيز - نادين: لولا | - مريم الخشت: نبيلة - بطرس غالي: صدقي - مصطفى عبد السلام: أمين - خالد كمال: إسماعيل |

| - محمد دسوقي - أبانوب داوود - إبراهيم المصري - احمد أيمن - أحمد سيد - احمد لطفي - أمير عز - اميرة محمد - امينة البنا - ايمان ثابت - ايمان حسين - باتع خليل - بول بايسون - تالية | - تامر عبد السلام - جابر فراج - تيمور جان - جيهان مصطفى - جان بيير - حسنة سليم - حاتم صلاح - حمزة محمد - حمادة المصري - رأفت روماني - خالد نجيب - رفيق بهجت - رامي عشوب - سارة الرفاعي | - ريهام رؤوف - سماء إبراهيم - ساندرا فريد - سمير يوسف - سمر عبد الوهاب - سيلا - سناء فؤاد - طارق نصار - شادي شاهين - عادل عبد المنعم - عابد عناني: حسن فكرى - عمرو خالد - عبد الله مراد - فهمي حسان | - عمرو عثمان - كارلوس اندريس - فيونا رمزي - كلاوديو - كرستين مجدى - لبنى ونس - لبنى عبد العزيز - لينا مسعد - لوجينا - مارينا مجدي - ماران فوزي - أحمد عبد اللطيف - محمد أبو السعود | - محمد صبري - محمد البياع - محمد مدني - محمد علوان - محمود أبو ليلة - محمد منير - مروة الخطيب - محمود جمعة - نادية بيريه - ممدوح صالح - ندى الجندي - نجيب الشناوي - هاجر اشرف | - نرمين اشرف - هانى نبيل - هالة عمر - يارا فهمي - هشام قدري: منير الجواهرجي - محمود جبر - عبد المنعم رياض - مارينا فيكتور - راندا إبراهيم - محمد الكاشف - مريم ايسم - كارلا عمرو: طفلة - كنزا احمد: طفلة |

## هوامش
- عند بدأ التحضير للعمل كان يحمل ذات اسم النسخة الإسبانية (أكاسيا)، إلا انه تقرر تغييره ليصبح (ليالي أوجيني).
- تم التعاقد مع ياسمين صبري في البداية لبطولة العمل ولكنها اعتذرت عدة مرات مما تسبب في مشاكل أدت إلى إبعادها عن العمل واختيار "أمينة خليل" بدلاً منها.

## وصلات خارجية
- ليالي أوجيني على موقع IMDb (الإنجليزية)
- ليالي أوجيني على موقع قاعدة بيانات الأفلام العربية
- ليالي أوجيني على موقع قاعدة بيانات الفيلم (الإنجليزية)